# Great Miami River

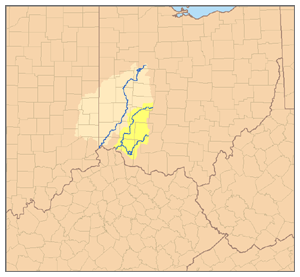
Karta som visar Great Miami Rivers avvattningsområde (ljus markering i väster).

Great Miami River är en 260 km lång biflod till Ohiofloden i västra Ohio. 